# Laticlypa sedlaceki
Laticlypa sedlaceki är en stekelart som beskrevs av Boucek 1988. Laticlypa sedlaceki ingår i släktet Laticlypa och familjen puppglanssteklar.
Artens utbredningsområde är Papua Nya Guinea. Inga underarter finns listade i Catalogue of Life.